# 锡济马农村居民点
锡济马农村居民点（俄语：Сельское поселение Сиземское）是俄罗斯联邦沃洛格达州舍克斯纳区所属的一个农村居民点。其下辖有92个居民点，行政中心为恰罗姆斯科耶。据2015年统计，该农村居民点的人口为1558人。